# Taifunul Molave (2020)

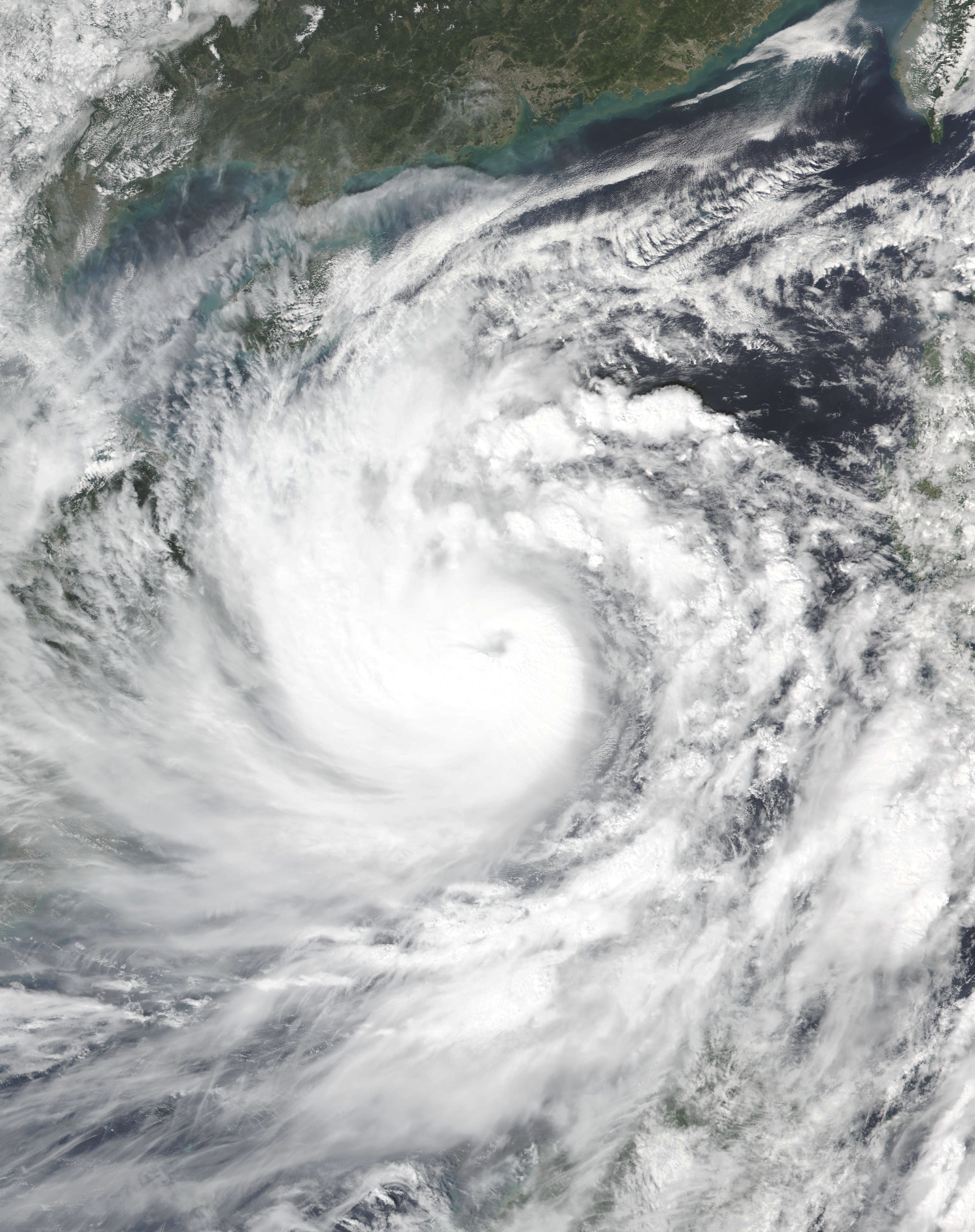
Taifunul Molave, în data de 27 octombrie 2020

Taifunul Molave, cunoscut în Filipine sub numele de Taifunul Quinta, a fost un puternic ciclon tropical care a aterizat în Filipine în octombrie 2020. A optsprezecea furtună numită și al optulea taifun din sezonul taifunurilor din 2020, Molave a provenit dintr-o depresiune tropicală care s-a format pe 23 octombrie la est de Palau. A doua zi la ora 15:00 UTC (ora 17:00 ora României, depresiunea a fost actualizată ca furtuna tropicală Molave, îndreptându-se spre nord-vest. Molave a devenit în scurt timp taifun pe 25 octombrie, când s-a întors spre vest, cu puțin timp înainte de a ajunge pe uscat pe insula San Miguel din Albay, apoi pe Malinao, San Andrés, Torrijos și Pola. Molave a apărut deasupra Mării Chinei de Sud pe 26 octombrie, continuând să se intensifice treptat pe măsură ce se îndepărta de Filipine. Molave s-a consolidat într-un taifun puternic de categoria 3, în ciuda condițiilor relativ nefavorabile și a devenit cel mai puternic taifun din Marea Chinei de Sud de la Taifunul Hato din 2017.

## Istoric meteorologic
Pe 23 octombrie, Agenția Meteorologică Japoneză a început urmărirea unei depresiuni tropicale la aproximativ 350 de mile marine (350 km) la nord de Palau. În aceeași zi, PAGASA a început și ea urmărirea pe măsură ce sistemul s-a format în interiorul zonei de responsabilitate din Filipine, la est de Mindanao, și a numit sistemul Quinta. În ziua următoare, JTWC a recunoscut sistemul ca o depresiune tropicală. La ora 15:00 în aceeași zi, JTWC a actualizat sistemul într-o furtună tropicală, JMA și PAGASA făcând același lucru la câteva ore distanță unul de celălalt. Fiind o furtună tropicală, sistemul a fost numit Molave de către JMA. A doua zi, PAGASA a actualizat sistemul într-o furtună tropicală severă, pe măsură ce s-a observat că era mai aproape de regiunea Bicol. Mai târziu în acea zi, PAGASA a actualizat Molave ca fiind un taifun în timp ce se îndrepta spre Albay și Camarines Sur, determinând apariția avertizării semnalului #3 cu privire la cicloni tropicali pentru provinciile adiacente. Câteva clipe mai târziu, JMA a actualizat sistemul la un taifun, iar JTWC a urmat câteva ore mai târziu. La ora 18:10 PHT (10:10 UTC), Molave a atins pământul prima dată pe insula San Miguel din Albay, urmând Malinao 40 de minute mai târziu, apoi San Andres la 22:30 PHT (15:30 UTC), Torrijos la 01:20 PHT (17:20 UTC) și Pola la 3:30 PHT (19:30 UTC).
Molave a aterizat în provincia Quảng Ngãi, Vietnamul central, la 10:10 UTC + 7 (03:10 UTC), 28 octombrie, având  tăria unui taifun de categoria 2.

## Impact și urmări

### Filipine
Taifunul Molave a atins țărmul în Filipine pe 25 octombrie, cu vânturi maxime susținute de 130 km/h pe 25 octombrie. Consiliul Național de Reducere și Gestionare a Riscurilor de Dezastru (NDRRMC) din Filipine a primit rapoarte despre drumuri și poduri deteriorate, inundații și alunecări de teren în aceeași zi. Mai multe sate și terenuri agricole din regiune au fost inundate, iar liniile electrice și copacii au fost doborâți, rezultând întreruperi de curent care au afectat Albay, Sorsogon, Batangas și Cavite. 120.000 de persoane au fost mutate și peste 1.800 de muncitori au fost blocați în porturi.  La 27 octombrie a fost decretată stare de calamitate pentru orașul Batangas, din cauza „distrugerii pe scară largă și a pagubelor substanțiale” cauzate de furtună. Un iaht de pe coasta provinciei Batangas s-a scufundat și 7 pescari au fost salvați, în timp ce alți 12 pescari de pe o barcă au fost raportați dispăruți lângă Catanduanes. Molave a lăsat cel puțin 9 morți și 13 dispăruți în total. Inundațiile provocate de taifunul Saudel în Quezon cu doar câteva zile înainte au fost înrăutățite de Molave. Molave a afectat, de asemenea, zonele care încă se recuperau după impactul taifunului Kammuri (Tisoy) cu un an mai devreme, determinând locuitorii să fugă înapoi la centrele lor de evacuare. Guvernul filipinez a organizat un fond de ajutorare în caz de dezastre în urma taifunului furnizând produse alimentare și alte produse în valoare de 18,4 milioane de dolari americani celor care au fost afectați.
Începând cu 28 octombrie, pagubele raportate în agricultura din provincia Mindoro orientală au ajuns 41,3 milioane de dolari americani. Numai daunele din regiunea Bicol au atins cel puțin 5,9 milioane dolari, 6.671 de case fiind avariate și cel puțin 243 distruse. Daunele provocate agriculturii și infrastructurii sunt de 8,9 milioane dolari americani.

### Vietnam
Pe 27 octombrie, taifunul a provocat scufundarea a două bărci de pescuit vietnameze, în timp ce 26 de persoane au fost date dispărute.
Molave a început să afecteze Vietnamul la sfârșitul zilei de 27 octombrie. În dimineața zilei următoare, în întreaga insulă Lý Sơn s-a întrerupt curentul. S-a raportat că insula a fost lovită de rafale de vânt de 165 km/h timp de câteva ore. Valuri de până la 1,8 metri au lovit zonele de coastă din Vietnam.
Molave a provocat distrugeri extinse pe scară largă în Vietnamul central. S-a raportat că rafalele de vânt au atins un maxim de 176 km/h în orașul Quảng Ngãi. Molave a adus ploi abundente; în Sơn Kỳ (Quảng Ngãi) s-au raportat 470 mm de precipitații în 24 de ore. Taifunul a deteriorat sau a distrus aproximativ 90.000 de case și a lăsat 1,7 milioane de oameni fără curent. A ucis 27 de persoane, a rănit 67 oameni și alte 50 au fost date dispărute. Pierderile inițiale în Quảng Nam au fost estimate la aproximativ 212,54 milioane de dolari.

## Malaezia
Pe 27 octombrie, taifunul a făcut ca MV Dayang Topaz să se miște necontrolat și să lovească structura unei platforme de foraj la 14 mile marine distanță de Miri după ce unul dintre cablurile sale de ancorare s-a rupt. O operațiune de salvare a fost organizată de Agenția Malaeziană pentru Aplicarea Maritimă cu asistența unei companii petroliere din Brunei. Doi dintre cei 187 de angajați de la bord au fost uciși.